# Ђек Маринај
Ђек Маринај (алб. Gjekë Marinaj) је албанско-амерички песник, писац, преводилац, књижевни критичар, и утемељитељ Теорије протонизма тренутно живи у Сједињеним Државама. Маринај је био први председник Друштва албанско-америчких писаца које је установљено 2001. године и објавио је неколико књига поезије, прозе и књижевне критике. Маринају је 2008. додељена Пјетер Арвнори Награда за књижевност од стране QНК дела Министарства за туризам, културу, младост и спорт Албаније.

## Младост и каријера
Рођен 1965. године у Великој Малесији (северна Албанија). Маринај је почео каријеру писања као ограничени дописник објављујући у бројним албанским медијима, прво у локалним новинама у Скадру а онда у низу албанских државних издања укључујући Zëri i Rinisë („Глас младости“), Luftëtari („Борац“), Vullnetari („Добровољац“) и Drita (Зора). У августу 1990. Маринај је објавио противкомунистичку сатиричну песму под називом „Коњи“ (оригинално албански: Куајт) и свестан предстојећег хапшења од стране комунистичког режима Маринај је 12. септембра 1990. побегао властима незаконито прешавши албанско-југословенску границу и побегао прво у Југославију а касније у Сједињене Државе. У јулу 1991. је стигао у Сан Диего а затим отишао у Ричардсон Теxас. Маринај је 2001. основао Удружење албанско-америчких писаца и деловао као његов председник све до 2009. године. and served as president until 2009.

### Боравак у Србији
У Подгорицу у Црној Гори је стигао на јутро 12. септембра 1990. Две седмице касније пребачен је у Србију где је провео неколико месеци у избегличком кампу Падинска Скела у близини Београда. Касније је премештен у хотел Авала, у планинско туристичко одмориште које су Уједињене нације преобратиле у избеглички камп. Обезбедио је посао постављајући телефонске линије, а слободно време је проводио учећи српски језик. У мају 2011. у интервјуу за ОМНИБУС ТВ Маринај је изјавио да је јако захвалан српском народу на веома добром односу према њему током тешког раздобља у његовом животу.

## Ауторски интервјуи
Док је живео у Америци Маринај је наставио да ради као новинар хонорарац за албанске медије; његов хонорарни рад укључивао је интервјуе са Председником Џорџ Х. В. Бушом, деветим и тренутним председником Израела Шимон Пересом и чувеним светским фудбалером Пелéом.

## Коњи
Маринај је своју песму под називом „Коњи“ објавио у албанским националним новинама Drita; на први поглед изгледала је као једноставна песма о домаћим животињама, али је у ствари била сатирични, друштвени и политички коментар о албанском народу који је окупљен и доведен у тор од стране деспотског, комунистичког режима. Песма се појавила у Driti 19. августа 1990. године и одговор је био непосредан и надмоћан, јер је чиста смелост објављивања такве подривачке песме у државним новинама запањила Албанце (а убрзо после тога и међународну заједницу)., У року од неколико сати примерци Drite су се распродали широм земље па су људи почели да преписују песму на комадиће папира и да деле једни другима у подземним пролазима, и на улицама. Месецима касније протестанти су скандирали песму преко мегафона током противвладиних демонстрација. Са ове тачке гледишта „Маринајеве речи су инспирисале слободу и допринеле поразу комунизма у Албанији. Ипак, увидевши да песници могу бити и обешени у центру града због изражавања сличних идеја о слободи и ослобођењу, Маринај је схватио да одмах мора да напусти земљу; спаковао је неколико омиљених књига, рекао породици и пријатељима да иде на одмор и кренуо на осмосатни пут преко планина у Југославију.

## Образовање у Америци
После образовања у Албанији, Маринај је 2001. добио диплому са више научне школе Брукхевн Колеџ . Образовање је наставио на тексашком Универзитету у Даласу и ту је 2006. дипломирао Magna cum laude студије књижевности. Магистрирао је на истом предмету 2008. Три године касније примио је сведочанство од Центра Акерман за студије холокауста.

### Доктор филозофије
Маринају је 2012. тексашки Универзитет у Даласу доделио докторат. Његова дисертација која се фокусирала на историју и филозофију усмене поезије на Балкану и на теорију превођења насловљена је „Усмена поезија у албанској и другим балканским културама: превођење лавирината непреводивости".

## Теорија протонизма
Како извештава The Dallas Morning News, Маринајева теорија протонизма тежи да кроз књижевну критику „унапреди мир и позитивно размишљање“. Теорија протонизма предлаже да у сваком књижевном делу постоје јаке и слабе тачке, али износи да лични интереси и предрасуде критичара утичу на то колико ће пажње те тачке добити. Маринај је утемељио теорију протонизма 2005. као одговор на поплаву неоправдане, негативне критике у источноевропској академској заједници која је уследила након распада комунизма и као одговор он је развио протонизам да би обезбедио заједничке основе на основу којих би критичари непристрасно могли оценити књижевно дело. Протонизам се заснива на темељу пет средишњих принципа: истина, истрага, повраћај, протонизмиотика и етика.

## Тренутно занимање
Маринај, између осталих течаја, подучава и Енглески језик и комуникације на Ричланд Колеџу још од 2001.

## Објављене књиге
Маринај је објавио неколико књига поезије, журналистике и књижевне критике. Његове три књиге поезије укључују Мос мë ик ларг (Не напуштај ме), Инфинит (Бесконачно), и Лутје нë дитëн е тетë тë јавëс (Молитва осмог дана седмице). Осим тога објавио је књигу ауторских интервјуа под називом Ана тјетëр е пасqyрëс (Друга страна огледала), књигу изабраних чланака и есеја под називом Ца гјëра нук мунд тë мбетен секрет (Неке ствари не могу остати у тајности) и једну књигу књижевне критике под називом Протонизми: нга теориа нë практикë (Протонизам: из теорије у праксу).

## Преводи
Маринај је радио као гостујући уредник у Translation Review, и превео неколико књига са енглеског на албански језик и две са албанског на енглески укључујући и збирку албанске усмене епске поезије (са Фредериком Тарнером (песник)) и уредио је више књига на оба језика.

## Признања и критике
Маринај је добитник Пјетëр Арбнори награде за књижевност од стране QНК, дела албанског Министарства за културу 2008. године.